# Дворец Кинских (Вена)
Дворец Кинских (нем. Palais Kinsky), также дворец Даун-Кинских (Palais Daun-Kinsky) — барочный дворец в центральной Вене на площади Фрайунг.
Дворец был возведён в 1713—1719 годах архитектором Иоганном Лукасом фон Хильдебрандтом для генерал-фельдмаршала Вириха Филиппа фон Дауна. В этом дворце в 1763 году родился маршал Юзеф Понятовский. В 1746 году граф Иоганн Иосиф фон Кефенхюллер приобрёл дворец у сына фельдмаршала Дауна. В 1764 году Кефенхюллер уступил дворец председателю имперского придворного совета графу Фердинанду Бонавентуре II Гарраху. В 1790 году дворец перешёл в собственность дочери Гарраха Розы, графини Кинской. В 1986 году дворец был выкуплен у семьи Кинских. Фасад дворца с обилием декоративных элементов выполнен по древнеримским образцам. Интерьеры дворца украшает парадная лестница и потолочные фрески на тему апофеоза графа Дауна.
После Второй мировой войны во дворце размещался офицерский клуб британских оккупационных властей. В настоящее время дворец принадлежит фонду, основанному предпринимателем Карлом Влашеком. Во втором внутреннем дворике дворца размещается семейный мавзолей Карла Влашека, где также похоронены его родители и четвёртая супруга.